# 23. februar
23. februar je 54. dan leta v gregorijanskem koledarju. Ostaja še 311 dni (312 v prestopnih letih).

## Dogodki
- 1836 – začetek mehiškega obleganja Alama
- 1848 – začetek februarske revolucije v Franciji
- 1893 – Rudolf Diesel prejme patent za dizelski motor
- 1942 – Italijani dokončajo obdajanje Ljubljane z bodečo žico
- 1944 – ameriška vojska zavzame Eniwetok v Marshallovem otočju
- 1945:
  - Rdeča armada osvobodi Poznanj
  - Turčija napove vojno Tretjemu rajhu
  - ameriška vojska prodre prek Aachna proti Renu
- 1954 – prvo množično cepljenje proti otroški paralizi s cepivom Jonasa Salka
- 1959 – prvo zasedanje Evropskega sodišča za človekove pravice
- 1987 – eksplozija supernove SN 1987A

## Rojstva
- 1187 – Peter Portugalski, grof Urgella, baron Majorke († 1258)
- 1443 – Matija Korvin, madžarski kralj († 1490)
- 1633 – Samuel Pepys, angleški državni uradnik († 1703)
- 1646 – Tokugava Cunajoši, japonski šogun († 1709)
- 1685 – Georg Friedrich Händel, nemški skladatelj († 1759)
- 1723 – Richard Price, valižanski filozof († 1791)
- 1744 – Mayer Amschel Rothschild, nemški bankir judovskega rodu († 1812)
- 1859 – Frančišek Lampe, slovenski duhovnik, pisec, filozof († 1900)
- 1878 – Kazimir Severinovič Malevič, ruski slikar († 1935)
- 1883 – Karl Theodor Jaspers, nemški filozof, psihiater († 1969)
- 1899 – Erich Kästner, nemški pisatelj († 1974)
- 1934 – Matjaž Kmecl, slovenski literarni zgodovinar, dramatik in politik
- 1990 – Jan Tratnik, slovenski cestni kolesar
- 1994 – Dakota Fanning, ameriška igralka
- 2012 – Princesa Estela, vojvodinja Östergötlandska

## Smrti
- 715 – Al-Valid I., šesti kalif Omajadskega kalifata (* okoli 674)
- 1270 – Izabela Francoska, princesa, redovnica, svetnica (* 1225)
- 1603 – Andrea Cesalpino, italijanski zdravnik, filozof, botanik (* 1519)
- 1608 – Konstantin Vasilij Ostroški, rusinski magnat in kijevski vojvoda  (* 1526)
- 1821 – John Keats, angleški pesnik (* 1795)
- 1834 – Karl Ludwig von Knebel, nemški pesnik (* 1744)
- 1848 – John Quincy Adams, ameriški predsednik (* 1767)
- 1855 – Carl Friedrich Gauss, nemški matematik, astronom, fizik (* 1777)
- 1896 – Magdalena Gornik, slovenska mistikinja in Božja služabnica (* 1835)
- 1908 – Johannes Friedrich August von Esmarch, nemški zdravnik (* 1823)
- 1930 – Horst Wessel, nemški nacistični aktivist, mučenik (* 1907)
- 1931 – Nellie Melba, avstralska sopranistka (* 1861)
- 1934 – sir Edward William Elgar, angleški skladatelj (* 1857)
- 1945 – Aleksej Nikolajevič Tolstoj, ruski pisatelj (* 1883)
- 1955 – Paul Claudel, francoski pesnik, diplomat (* 1868)
- 1965 – Stan Laurel, ameriški komedijant (* 1890)
- 1977 – Khunu Rinpoche, tibetanski budistični učitelj (* 1895)
- 2003 – Robert K. Merton, ameriški sociolog (* 1910)
- 2008 – Janez Drnovšek, slovenski politik, državnik (* 1950)

## Goduje
- sveti Peter Damiani
- sveti Lazar